# Меделень (Молдова)
Меделень (рум. Medeleni) — село в Унгенському районі Молдови. Входить до складу комуни, адміністративним центром якої є село Петрешть.

## Населення
За даними перепису населення 2004 року у селі проживали 573 особи.
Національний склад населення села:
| Національність       | Кількість осіб | Відсоток   |
| -------------------- | -------------- | ---------- |
| молдавани румуни     | 545 10         | 95,1% 1,7% |
| українці             | 13             | 2,3%       |
| росіяни              | 2              | 0,3%       |
| болгари              | 1              | 0,2%       |
| інша / без відповіді | 2              | 0,3%       |
| Всього               | 573            | 100%       |